# Kvalifikacije i ponovljene kvalifikacije za Nacionalnu ligu 1934.
Prednatjecanje za prvenstvo Jugoslavije u nogometu 1934. ili Kvalifikacije za Nacionalnu ligu 1934. bilo je izlučno nogometno natjecanje za završnicu državnog prvenstva 1934. koju je organizirao Jugoslavenski nogometni savez. Prednatjecanje je odigrano od 25. lipnja 1933. godine do 29. listopada 1933. godine za vrijeme trajanja državnog prvenstva 1932./33. Na izvanrednoj sjednici Jugoslavenskog nogometnog saveza 1. travnja 1934. predložen je, a 13. srpnja 1934. godine i izglasan novi natjecateljski sustav za sezonu 1934. Prednatjecanje po novom natjecateljskom sustavu odigrano je od 15. srpnja 1934. godine do 18. studenog 1934. godine.  

## Natjecateljski sustav 1933.
RSK Split i Šparta Zemun plasirali su se na Državno prvenstvo 1933./34., ali je to natjecanje naknadno ukinuto.

## Natjecateljski sustav 1934.
Ukupno je 22 momčadi bilo razvrstano u pet skupina. Završnicu državnog prvenstva izborili su pobjednici skupina (5 momčadi), drugoplasirane momčadi 1. i 5. skupine (2 momčadi), te pobjednik između pobjednika trećeplasirane momčadi 5. skupine i prvaka Zagrebačkog nogometnog podsaveza, te drugoplasirane momčadi iz 3. skupine (1 momčad).
| Podsavez         | Klub                   | Prednatjecanje za Prvenstvo JNS-a |
| ---------------- | ---------------------- | --------------------------------- |
| Zagrebački       | HAŠK (Zagreb)          | 5. skupina                        |
| Zagrebački       | Građanski (Zagreb)     | 5. skupina                        |
| Zagrebački       | Concordia (Zagreb)     | 4. skupina                        |
| Splitski         | Hajduk (Split)         | 3. skupina                        |
| Splitski         | RSK Split (Split)      | 3. skupina                        |
| Beogradski       | BSK (Beograd)          | 1. skupina                        |
| Beogradski       | Jugoslavija (Beograd)  | 1. skupina                        |
| Beogradski       | BASK (Beograd)         | 2. skupina                        |
| Beogradski       | Šparta (Zemun)         | 2. skupina                        |
| Ljubljanski      | Ilirija (Ljubljana)    | 5. skupina                        |
| Ljubljanski      | Primorje (Ljubljana)   | 5. skupina                        |
| Subotički        | Tri zvezde (Apatin)    | 1. skupina                        |
| Sarajevski       | Slavija (Sarajevo)     | 3. skupina                        |
| Sarajevski       | SAŠK (Sarajevo)        | 3. skupina                        |
| Osječki          | Slavija (Osijek)       | 4. skupina                        |
| Osječki          | Hajduk (Osijek)        | 4. skupina                        |
| Skopski          | SSK (Skoplje)          | 2. skupina                        |
| Novosadski       | Vojvodina (Novi Sad)   | 1. skupina                        |
| Velikobečkerečki | ŽSK (Veliki Bečkerek)  | 1. skupina                        |
| Niški            | Građanski (Niš)        | 2. skupina                        |
| Kragujevački     | Radnički (Kragujevac)  | 2. skupina                        |
| Banjalučki       | Krajišnik (Banja Luka) | 4. skupina                        |

### Rezultati

#### 1. skupina
| Rezultatska križaljka | BSK | JUG  | VOJ | TZV | ŽSK  |
| --------------------- | --- | ---- | --- | --- | ---- |
| BSK (Beograd)         | BSK | 2:1  | 7:0 | 5:0 | 1:0  |
| Jugoslavija (Beograd) | 2:1 | JUG  | 3:1 | 4:2 | 14:0 |
| Vojvodina (Novi Sad)  | 2:6 | 2:2  | VOJ | 1:1 | 5:0  |
| Tri zvezde (Apatin)   | 0:3 | 2:11 | 2:0 | TZV | 6:1  |
| ŽSK (Veliki Bečkerek) | 3:9 | 1:1  | 1:6 | 3:0 | ŽSK  |

15. 7. 1934. BSK – Tri Zvezde 5:0, Vojvodina – ŽSK 5:0
22. 7. 1934. Vojvodina – Jugoslavija 2:2, BSK – ŽSK 1:0
29. 7. 1934. ŽSK – Jugoslavija 1:1
5. 8. 1934. Jugoslavija – BSK 1:2, Tri Zvezde – Vojvodina 2:0
12. 8. 1934. Jugoslavija – Vojvodina 3:1, Tri Zvezde – ŽSK 6:1
19. 8. 1934. Jugoslavija – ŽSK 14:0, Tri Zvezde – BSK 0:3 
26. 8. 1934. ŽSK – Vojvodina 1:5
2. 9. 1934. Vojvodina – Tri Zvezde 1:1
9. 9. 1934. BSK – Jugoslavija 1:2, ŽSK – Tri Zvezde 3:0
16. 9. 1934. Vojvodina – BSK 2:6, Tri Zvezde – Jugoslavija 2:4
23. 9. 1934. Jugoslavija – Tri Zvezde 11:2, ŽSK – BSK 3:9
30. 9. 1934. BSK – Vojvodina 7:0
| mj | naziv kluba           | uta | pob | neo | izg | pop | pri | bod |
| -- | --------------------- | --- | --- | --- | --- | --- | --- | --- |
| 1. | BSK (Beograd)         | 8   | 7   | 0   | 1   | 34  | 8   | 14  |
| 2. | Jugoslavija (Beograd) | 8   | 5   | 2   | 1   | 38  | 11  | 12  |
| 3. | Vojvodina (Novi Sad)  | 8   | 2   | 2   | 4   | 16  | 22  | 6   |
| 4. | Tri zvezde (Apatin)   | 8   | 2   | 1   | 5   | 13  | 28  | 5   |
| 5. | ŽSK (Veliki Bečkerek) | 8   | 1   | 1   | 6   | 9   | 41  | 3   |

U završnicu državnog prvenstva plasirali su se: BSK i Jugoslavija

#### 2. skupina
| Rezultatska križaljka | BAS | GRN | SPA | RAD | SSK     |
| --------------------- | --- | --- | --- | --- | ------- |
| BASK (Beograd)        | BAS | 7:1 | 1:0 | 2:0 | 9:2     |
| Građanski (Niš)       | 2:1 | GRN | 7:4 | 3:1 | 2:1     |
| Šparta (Zemun)        | 1:4 | 4:1 | ŠPA | 5:0 | 3:0 pff |
| Radnički (Kragujevac) | 0:0 | 1:0 | 3:1 | RAD | 3:0 pff |
| SSK (Skoplje)         | 2:7 | 4:3 | 2:4 | 3:1 | SSK     |

15. 7. 1934. Sparta – Radnički 5:0
22. 7. 1934. BASK – Građanski 7:1
29. 7. 1934. BASK – Radnički 0:0
12. 8. 1934. Građanski – BASK 2:1
19. 8. 1934. BASK – SSK 9:2, Građanski – Sparta 4:2
26. 8. 1934. SSK – Građanski 1:3, Radnički – Sparta 3:1
2. 9. 1934. Radnički – Građanski 5:1
9. 9. 1934. Građanski – Radnički 3:1
16. 9. 1934. Građanski – SSK 4:2, BASK – Sparta 4:2
23. 9. 1934. Sparta – Građanski 4:1, SSK – Radnički 3:1
30. 9. 1934. Radnički – BASK 0:2, SSK – Sparta 0:3 pff (prekinuta pri rezultatu 2:4 u 78. minuti zbog protesta publike i igrača SSK-a zbog suđenja Josipa Fochta iz Sarajeva)
7. 10. 1934. Radnički – SSK 3:0 pff (zbog suspenzije SSK-a koju je izrekao J.N.S., suspenzija je kasnije ukinuta krajem listopada te je SSK-u dopušteno igrati s rezervama do kraja natjecanja)
4. 11. 1934. SSK – BASK 3:7
11. 11. 1934. Sparta – BASK 1:4
18. 11. 1934. Sparta – SSK 3:0 pff (SSK je predao utakmicu)
| mj | naziv kluba           | uta | pob | neo | izg | pop | pri | bod |
| -- | --------------------- | --- | --- | --- | --- | --- | --- | --- |
| 1. | BASK (Beograd)        | 8   | 6   | 1   | 1   | 31  | 8   | 13  |
| 2. | Građanski (Niš)       | 8   | 5   | 0   | 3   | 19  | 23  | 10  |
| 3. | Šparta (Zemun)        | 8   | 4   | 0   | 4   | 22  | 18  | 8   |
| 4. | Radnički (Kragujevac) | 8   | 3   | 1   | 4   | 13  | 15  | 7   |
| 5. | SSK (Skoplje)         | 8   | 1   | 0   | 7   | 14  | 34  | 2   |

U završnicu državnog prvenstva plasirao se BASK

#### 3. skupina
| Rezultatska križaljka | SLS  | HAJ | SAŠ | SPL |
| --------------------- | ---- | --- | --- | --- |
| Slavija (Sarajevo)    | SLS  | 0:0 | 2:1 | 5:1 |
| Hajduk (Split)        | 14:0 | HAJ | 3:0 | 5:1 |
| SAŠK                  | 0:2  | 3:2 | SAŠ | 4:0 |
| RSK Split             | 1:1  | 2:1 | 0:0 | SPL |

15. 7. 1934. Slavija – SAŠK 2:1
21. 7. 1934. SAŠK – Split 4:0
22. 7. 1934. Slavija – Split 5:1
28. 7. 1934. Split – SAŠK 0:0
29. 7. 1934. Hajduk – SAŠK 3:0
5. 8. 1934. Split – Hajduk 2:1, SAŠK – Slavija 0:2
18. 8. 1934. SAŠK – Hajduk 3:2
19. 8. 1934. Slavija – Hajduk 0:0
9. 9. 1934. Hajduk – Split 5:1
15. 9. 1934. Split – Slavija 1:1
16. 9. 1934. Hajduk – Slavija 14:0
| mj | naziv kluba        | uta | pob | neo | izg | pop | pri | bod |
| -- | ------------------ | --- | --- | --- | --- | --- | --- | --- |
| 1. | Slavija (Sarajevo) | 6   | 3   | 2   | 1   | 10  | 17  | 8   |
| 2. | Hajduk (Split)     | 6   | 3   | 1   | 2   | 25  | 6   | 7   |
| 3. | SAŠK               | 6   | 2   | 1   | 3   | 8   | 9   | 5   |
| 4. | RSK Split          | 6   | 1   | 2   | 3   | 5   | 16  | 4   |

U završnicu državnog prvenstva izravno se plasirala sarajevska Slavija. Splitski Hajduk plasirao se u doigravanje.

#### 4. skupina
| Rezultatska križaljka  | SLO | CON | KRA | HAO |
| ---------------------- | --- | --- | --- | --- |
| Slavija (Osijek)       | SLO | 3:2 | 2:1 | 2:1 |
| Concordia              | 8:0 | CON | 1:1 | 8:0 |
| Krajišnik (Banja Luka) | 2:3 | 3:5 | KRA | 1:1 |
| Hajduk (Osijek)        | 0:0 | 0:0 | 6:7 | HAO |

15. 7. 1934. Concordia – Krajišnik 1:1, Slavija – Hajduk 5:0
22. 7. 1934. Slavija – Krajišnik 2:1, Concordia – Hajduk 8:0
5. 8. 1934. Slavija – Concordia 3:2 , Krajišnik – Hajduk 1:1
12. 8. 1934. Krajišnik – Concordia 3:5, Hajduk – Slavija 0:0
19. 8. 1934. Hajduk – Concordia 0:0
2. 9. 1934. Hajduk – Krajišnik 2:9
9. 9. 1934. Concordia – Slavija 9:0
16. 9. 1934. Krajišnik – Slavija 0:2
| mj | naziv kluba            | uta | pob | neo | izg | pop | pri | bod |
| -- | ---------------------- | --- | --- | --- | --- | --- | --- | --- |
| 1. | Slavija (Osijek)       | 6   | 4   | 1   | 1   | 10  | 14  | 9   |
| 2. | Concordia (Zagreb)     | 6   | 3   | 2   | 1   | 24  | 7   | 8   |
| 3. | Krajišnik (Banja Luka) | 6   | 1   | 2   | 3   | 15  | 18  | 4   |
| 4. | Hajduk (Osijek)        | 6   | 0   | 3   | 3   | 8   | 18  | 3   |

U završnicu državnog prvenstva izravno se plasirala osječka Slavija.

#### 5. skupina
| Rezultatska križaljka | HAŠ | PRI | GRZ | ILI |
| --------------------- | --- | --- | --- | --- |
| HAŠK                  | HAŠ | 4:4 | 1:0 | 3:0 |
| Primorje (Ljubljana)  | 3:1 | PRI | 1:0 | 2:1 |
| Građanski (Zagreb)    | 2:1 | 4:0 | GRZ | 3:0 |
| Ilirija (Ljubljana)   | 1:2 | 1:0 | 2:0 | ILI |

15. 7. 1934. Primorje – HAŠK 3:1
22. 7. 1934. Ilirija – Građanski 2:0
29. 7. 1934. Građanski – HAŠK 0:1, Primorje – Ilirija 2:1
5. 8. 1934. Ilirija – HAŠK 1:2
19. 8. 1934. HAŠK – Ilirija 3:0
2. 9. 1934. Primorje – Građanski 1:0
16. 9. 1934. HAŠK – Primorje 4:4
23. 9. 1934. Građanski – Ilirija 3:0
30. 9. 1934. Ilirija – Primorje 1:0, HAŠK – Građanski 1:2
7. 10. 1934. Građanski – Primorje 4:0
| mj | naziv kluba          | uta | pob | neo | izg | pop | pri | bod |
| -- | -------------------- | --- | --- | --- | --- | --- | --- | --- |
| 1. | HAŠK                 | 6   | 3   | 1   | 2   | 12  | 10  | 7   |
| 2. | Primorje (Ljubljana) | 6   | 3   | 1   | 2   | 10  | 11  | 7   |
| 3. | Građanski (Zagreb)   | 6   | 3   | 0   | 3   | 9   | 5   | 6   |
| 4. | Ilirija (Ljubljana)  | 6   | 2   | 0   | 4   | 5   | 10  | 4   |

U završnicu državnog prvenstva izravno su se plasirali HAŠK i Primorje. Zagrebački Građanski plasirao se u doigravanje.

#### Doigravanje
1. krug doigravanja
| Datum              | Mjesto   | Momčadi                                 | Rezultat |
| ------------------ | -------- | --------------------------------------- | -------- |
| 18. studenog 1934. | Zagreb   | Građanski (Zagreb) – Slavija (Varaždin) | 5:0      |
| 25. studenog 1934. | Varaždin | Slavija (Varaždin) – Građanski (Zagreb) | 0:3      |

Završnica doigravanja:
Građanski (Zagreb) – Hajduk (Split)